# Acridocephala bistriata
Acridocephala bistriata là một loài bọ cánh cứng trong họ Cerambycidae.